# Organización territorial de la República de Weimar

La República de Weimar y sus estados constituyentes.

Los Estados de la República de Weimar fueron las divisiones administrativas de primer nivel y los estados constituyentes del Reich alemán durante la era de la República de Weimar. Los estados se establecieron en 1918 tras la Revolución Alemana al concluir la Primera Guerra Mundial, y se basaron en los estados constituyentes del Imperio alemán, los cuales eran 22 monarquías más pequeñas, tres ciudades-estado y el Territorio imperial de Alsacia-Lorena. Después de las pérdidas territoriales del Tratado de Versalles y la Revolución de 1918, el resto de estados siguieron existiendo como repúblicas. Los antiguos Ducados Ernestinos continuaron brevemente como repúblicas antes de fusionarse para formar el estado de Turingia en 1920, excepto Sajonia-Coburgo, que se convirtió en parte de Baviera.

## República de Weimar
Alemania sufrió importantes pérdidas territoriales a causa del Tratado de Versalles después de la Primera Guerra Mundial, y algunos estados vieron sus fronteras alteradas por cambios fronterizos internacionales. En 1920, se formó el estado de Turingia a partir de los antiguos ducados ernestinos que continuaron brevemente como repúblicas antes de fusionarse, a excepción de Sajonia-Coburgo, que pasó a formar parte de Baviera. Además, la Cuenca del Sarre y la ciudad de Danzig fueron separadas de Alemania y puestas bajo la administración de la Sociedad de Naciones.

## Alemania Nazi
Los estados de la República de Weimar fueron efectivamente abolidos después del establecimiento de la Alemania nazi en 1933 mediante una serie de leyes y decretos entre 1933 y 1935, y la autonomía fue reemplazada por el gobierno directo del Partido Nazi en el proceso de Gleichschaltung. Los estados continuaron existiendo formalmente como organismos de jure , pero a partir de 1934 fueron reemplazados por unidades administrativas de facto del Partido Nazi llamadas Gaue. Muchos de los estados fueron disueltos formalmente al final de la Segunda Guerra Mundial por los aliados y finalmente reorganizados en los estados modernos de Alemania.
En julio de 1932, el gobierno de Prusia, el mayor de todos los estados alemanes, ya había sido asumido por el Reich durante el Preußenschlag bajo el entonces canciller del Reich Franz von Papen. Tras la toma del poder por los nazis, intentaron hacerse con el control directo de todos los estados restantes tras ganar las elecciones generales de marzo de 1933. Los gobiernos estatales y parlamentos independientes fueron abolidos sucesivamente y el gobierno del Reich asumió el control directo en un proceso llamado Gleichschaltung ("coordinación").
Apenas una semana después de la aprobación de la Ley habilitante de 1933, que efectivamente convirtió a Adolf Hitler en dictador de Alemania, el gobierno nazi emitió la Ley Provisional y Segunda Ley de Coordinación de los Estados con el Reich ( en alemán : Vorläufiges Gesetz und Zweites Gesetz zur Gleichschaltung der Länder mit dem Reich ) el 31 de marzo de 1933. Esta ley disolvió los parlamentos estatales en ejercicio debidamente elegidos de los estados alemanes, excepto el parlamento prusiano que ya controlaban los nazis. Luego los reconstituyó basándose en los resultados electorales de las elecciones del 5 de marzo de 1933, excepto que los escaños obtenidos por el Partido Comunista fueron expresamente excluidos. Esta ley esencialmente anuló los resultados de las elecciones parlamentarias estatales más recientes y efectivamente instaló una mayoría funcional para los nazis en cada estado.
Una semana después, el gobierno nazi emitió la Segunda Ley sobre la Coordinación de los Estados con el Reich ( en alemán : Zweites Gesetz zur Gleichschaltung der Länder mit dem Reich ) el 7 de abril de 1933. Esta ley creó la oficina de Reichsstatthalter (Gobernador del Reich) y desplegó uno en cada estado. A los gobernadores del Reich se les encomendó la tarea de supervisar el cumplimiento de las directrices políticas de Hitler en los estados federados. De hecho, la ley les obligaba a llevar a cabo "la política general del Canciller". En la práctica, actuaron como procónsules con total autoridad sobre los gobiernos estatales. Estaban facultados para disolver los parlamentos estatales, presidir el gobierno estatal y nombrar y destituir ministros, jueces y otros funcionarios estatales. En Prusia, el propio Hitler fue designado por ley como Reichstatthalter. Sin embargo, delegó su autoridad en Hermann Göring, a quien instaló como ministro-presidente de Prusia el 11 de abril de 1933 sin elecciones. Las provincias prusianas eran administradas de manera similar por un Oberpräsident designado , generalmente el Gauleiter local del Partido Nazi.
La Ley sobre la Reconstrucción del Reich ( en alemán: Gesetz über den Neuaufbau des Reichs), aprobada el 30 de enero de 1934, desfederalizó formalmente el Reich por primera vez en su historia. Sin embargo, Alemania ya se había convertido efectivamente en un estado altamente centralizado con la aprobación de la Ley de Habilitación y el nombramiento de los Gobernadores del Reich. Esta ley transfirió la soberanía de los estados al Reich y sus parlamentos fueron abolidos formalmente. Los gobernadores del Reich fueron responsables ante el ministro del Interior del Reich, Wilhelm Frick. La Ley sobre la Abolición del Reichsrat (en alemán: Gesetz über die Aufhebung des Reichsrats), promulgada el 14 de febrero de 1934, abolió formalmente la cámara alta del parlamento del Reich, que representaba a los estados en la formación de la legislación nacional. Para todos los efectos, los estados quedaron reducidos a meras unidades administrativas del gobierno del Reich.
La Ley de Gobernadores del Reich ( en alemán : Reichsstatthaltergesetz ) del 30 de enero de 1935 designó formalmente a los Gobernadores del Reich como representantes del gobierno del Reich, designados para velar por la ejecución de las directrices políticas emitidas por el Führer und Reichskanzler (Hitler). Recibieron la autoridad de "informar" a las autoridades provinciales sobre los lineamientos y las medidas para cumplirlos. Los Reichsstatthalter ahora también estaban autorizados a asumir todas las funciones del gobierno estatal. También nombraron a los alcaldes de todos los pueblos y ciudades con poblaciones inferiores a 100.000 habitantes. Esto tuvo el efecto de darle al Ministerio del Interior del Reich un control casi total sobre el gobierno local. El Ministro del Interior nombraba a los alcaldes de todas las ciudades con poblaciones superiores a 100.000 habitantes (aunque Hitler se reservaba el derecho de nombrar él mismo a los alcaldes de Berlín y Hamburgo si lo consideraba necesario) y, como se mencionó anteriormente, los Gobernadores del Reich eran responsables ante él.

## Länder

Estados del Reich Alemán (1925)

| Estado                                                 | Capital       |
| ------------------------------------------------------ | ------------- |
| Anhalt                                                 | Dessau        |
| Baden                                                  | Karlsruhe     |
| Baviera (Bayern)                                       | Múnich        |
| Brunswick (Braunschweig)                               | Braunschweig  |
| Hesse (Hessen / Hessen-Darmstadt)                      | Darmstadt     |
| Lippe                                                  | Detmold       |
| Mecklemburgo-Schwerin                                  | Schwerin      |
| Mecklemburgo-Strelitz                                  | Neustrelitz   |
| Oldemburgo                                             | Oldemburgo    |
| Prusia (Preußen)                                       | Berlín        |
| Coburgo (Coburg) —a Baviera en 1920—                   | Coburgo       |
| Sajonia (Sachsen)                                      | Dresde        |
| Schaumburg-Lippe                                       | Bückeburg     |
| Turingia (Thüringen) —desde 1920—                      | Weimar        |
| Waldeck-Pyrmont —a Prusia en 1921/1929—                | Arolsen       |
| Wurtemberg (Württemberg)                               | Stuttgart     |
| Estados que se fusionaron para formar Turingia en 1920 |               |
| Reuss                                                  | Gera          |
| Sajonia-Altemburgo (Sachsen-Altenburg)                 | Altemburgo    |
| Sajonia-Gotha (Sachsen-Gotha)                          | Gotha         |
| Sajonia-Meiningen (Sachsen-Meiningen)                  | Meiningen     |
| Sajonia-Weimar-Eisenach (Sachsen-Weimar-Eisenach)      | Weimar        |
| Schwarzburgo-Rudolstadt                                | Rudolstadt    |
| Schwarzburgo-Sondershausen                             | Sondershausen |
| Ciudades Estados                                       |               |
| Bremen                                                 |               |
| Hamburgo                                               |               |
| Lübeck                                                 |               |

Estos estados fueron abolidos gradualmente de facto bajo el régimen nazi mediante el proceso conocido como Gleichschaltung ("nazificación"), en tanto que los estados fueron en gran medida reorganizados en Gaue (plural de Gau). Sin embargo, la ciudad libre de Lübeck fue incorporada formalmente a Prusia en 1937 tras la Ley del Gran Hamburgo - aparentemente motivada por la personal antipatía de Hitler hacia la ciudad. La mayor parte del resto de los estados fueron disueltos por los Aliados al fin de la II Guerra Mundial y, en último término, reorganizados en los modernos estados federados de Alemania.

## Provincias prusianas

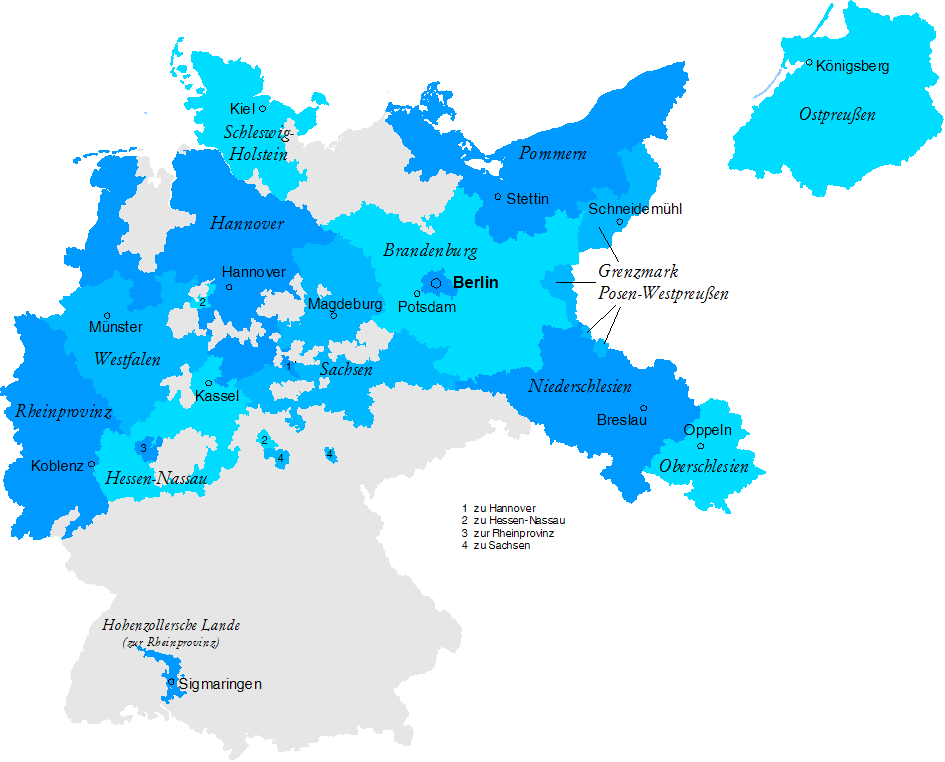
Provincias de Prusia en la República de Weimar 1919-1933.

Después de la caída del Imperio alemán, el Reino de Prusia fue reconstituido con un gobierno republicano como el Estado Libre de Prusia. Tuvo que ceder virtualmente todo el territorio perteneciente a las provincias de Posen y Prusia Occidental a Polonia, Estado de nueva creación. Prusia y sus provincias formalmente continuaron existiendo, aunque el control político fue tomado finalmente por el Partido Nacional Socialista Alemán después de subir al poder en 1933. Tanto Prusia como la Alemania Nazi fueron disueltas tras el fin de la II Guerra Mundial en 1945.
| Provincia               | Capital      | Notas |
| ----------------------- | ------------ | --- |
| Berlín                  | Berlín       | En 1920 la ciudad fue considerablemente extendida (Ley prusiana del Gran Berlín) a expensas de Brandeburgo. |
| Brandeburgo             | Potsdam      | |
| Alta Silesia            | Oppeln       | Parte de Silesia entre 1938 y 1941. |
| Baja Silesia            | Breslau      | Parte de Silesia entre 1938 y 1941. |
| Hannover                | Hannover     | En 1921 Pyrmont, anteriormente un distrito del Estado Libre de Waldeck-Pyrmont, se unió a él. |
| Hesse-Nassau            | Kassel       | En 1929 el Estado Libre de Waldeck, anteriormente un estado independiente de Alemania, se unió a él. |
| Hohenzollern            | Sigmaringen  | |
| Pomerania               | Stettin      | |
| Prusia Oriental         | Königsberg   | |
| Posen-Prusia Occidental | Schneidemühl | Creada en 1922 de partes de las provincias de Posen y Prusia Occidental que no habían sido cedidas a Polonia, la provincia fue disuelta en 1938 siendo su territorio principalmente incorporado a Pomerania, y dos exclaves a Brandeburgo y Silesia. |
| Rin                     | Coblenza     | |
| Sajonia                 | Magdeburgo   | |
| Schleswig-Holstein      | Kiel         | |
| Westfalia               | Münster      | |

## Era nazi
Aunque los Länder y las provincias prusianas continuaron existiendo oficialmente después de la Ley Habilitante de 1933, fueron adaptados a las divisiones administrativas correspondientes al Partido Nazi (Gaue) después de 1934, quienes se convirtieron de facto en sus sucesores.